# チャドにおけるLGBTの権利
チャドにおけるLGBTの権利（チャドにおけるLGBTのけんり）では、チャド共和国におけるLGBTの法的状況について扱う。
チャド国内においては、男性・女性ともに同性愛行為は合法であり、これを罰する規定は一切無い。ただし同性婚は認められておらず、性的指向に関する差別からの法的な保護も特に定められていない。兵役に関する配慮及びトランスジェンダーの法的地位については不明である。